# Imad ad-Din al-Isfahani
Imad ad-Din Abu Abdallah Muhammad ibn Safi ad-Din Muhammad al-Isfahani (arabisch عماد الدين أبو عبد الله محمد بن صافي الدين محمد الأصفهاني, DMG ʿImād ad-Dīn Abū ʿAbd Allāh Muḥammad ibn Ṣafī ad-Dīn Muḥammad al-Iṣfahānī; * 6. Juli 1125 in Isfahan; † 4. Juni 1201 in Damaskus), auch unter dem Beinamen al-Katib (arabisch الكاتب, DMG al-Kātib ‚der Schreiber/Sekretär‘) bekannt, war ein Chronist und Beamter im Dienst der Abbasidenkalifen, der Zengidenemire und zuletzt der Ayyubidensultane.

## Biografie
Imad ad-Din wurde im persischen Isfahan geboren, hat seine Ausbildung im Recht und in der schönen Literatur aber in einer Nizamiya-Schule in Bagdad erhalten. Alle seine Werke hat er in Arabisch geschrieben. Als Protegé des Wesirs Yahya ibn Hubayra hat er eine Anstellung in der Administration der Städte Basra und Wasit erhalten. Nach dem Tod des Wesirs 1165 ist er wie viele dessen Anhänger am Kalifenhof in Ungnade gefallen und eingekerkert worden. Im Jahr 1167 hat Imad ad-Din in Damaskus in der Administration des Zengidenemirs Nur ad-Din Mahmud eine steile Karriere aufgenommen. Nach einer Anstellung in dessen Kanzlei ist er zum Finanzberater im Schatzamt und schließlich zu einem diplomatischen Unterhändler des Herrschers aufgestiegen. 1172 ist er zu einem der Gelehrten des Rechts der vom Emir in Damaskus gegründeten Rechtschule ernannt worden. Mit dem Tod des Emirs 1174 ist Imad ad-Din erneut ein Förderer verloren gegangen, worauf seine Karriere ein abruptes Ende genommen hat, was ihn zum Rückzug nach Mosul veranlasst hat, wo er schwer erkrankte. 
Während seiner Zeit am Abbasidenhof in Bagdad hatte Imad ad-Din einst die Bekanntschaft mit dem kurdischen General Ayyub († 1173) gemacht, der ebenfalls ein Vertrauter des Wesirs Ibn Hubayra gewesen war und nach dessen Tod in Ungnade gefallen und anschließend nach Damaskus gegangen war. Offenbar hatte Imad ad-Din so auch die Bekanntschaft mit Ayyubs Sohn Salah ad-Din (Saladin) Yusuf gemacht. Dieser hatte den Tod seines alten Dienstherren Nur ad-Din Mahmud zum Vorwand genommen, um dessen Söhne aus der Herrschaft über Syrien zu verdrängen, nachdem er schon 1171 Ägypten unterworfen hatte. Ab 1176 hat sich Imad ad-Din im Dienst von Saladin befunden, dem er eine neue Karriere in der Administration von Damaskus verdankte und den er auch auf alle seiner Feldzüge gegen die Christen des Königreichs Jerusalem begleitete. So wurde er ein Augenzeuge der Schlacht bei Hattin am 4. Juli 1187, der Eroberung von Jerusalem am 2. Oktober 1187 und des folgenden dritten Kreuzzuges (1189–1192). Viele noch heute bekannte Erzählungen betreffend jene historischen Ereignisse entstammen den Beobachtungen von Imad ad-Din, so zum Beispiel die Enthauptung des Renaud de Châtillon durch Saladin oder der Kampf und die Kapitulation der Christen von Jerusalem unter Balian von Ibelin. Dabei hatte er nicht mit Kritik an Saladin gespart, dessen mildtätige Behandlung der geschlagenen Christen er nicht für gerechtfertigt hielt. 
Nach dem Tod von Saladin 1193 hat sich Imad ad-Din in Damaskus nur noch seinem schriftstellerischen Schaffen gewidmet und ist dort am 4. Juni 1201 gestorben.

## Werke
1. Nuṣrat al-fatra wa-ʿuṣrat al-fiṭra („Der Sieg über die Mattheit und die Zuflucht des Naturells“): eine Chronik zur Geschichte des Seldschukenreichs, die auf den nicht mehr existierenden administrativen Aufzeichnungen des Anuschirwan al-Kaschani († ~1137/39) basiert. Genauso wie diese, ist auch dieses Werk nicht mehr erhalten, allerdings ist es von al-Bundari († 1241/42) in dessen Werk Zubdat al-Nuṣra wa-nuḫbat al-ʿUṣra („Der Rahm des Sieges und die Auswahl aus der Zuflucht“) zusammengefasst wurden.
2. al-Barq aš-Šāmī („Der syrische Blitz“): Imad ad-Dins Hauptwerk umfasste mindestens sieben, vielleicht auch neun Bände, von denen allerdings nur die Bände drei (1177–1179) und fünf (1182–1183) erhalten sind. Dieses Werk stellt ein umfassendes Tagebuch des Autors dar, in dem er in autobiografischer Form seine Beobachtungen zum Wirken des Nur ad-Din und Saladin in den Jahren 1167 bis 1193 dokumentierte. Dem fügte er Abschriften von offiziellen Dokumenten und privater Korrespondenz hinzu. Dieses Werk erlangte schnell eine weite Verbreitung und wurde von Autoren wie Ibn al-Athir (1160–1233), al-Bundari († 1241/42) und Abu Schama († 1276) als Primärquelle für ihre Werke herangezogen.
3. al-Fatḥ al-qussī fī l-fatḥ al-qudsī („Ciceronische Beredtheit, betreffend die Eroberung von Jerusalem“): Eine Beschreibung von Saladins Krieg gegen die Christen. Das einzig vollständig erhaltene Werk des Autors.

Allen seinen Schriften ist der mit Alliterationen, Metaphern und Wortspielen gespickte, blumige und sehr künstlich wirkende Stil eigen.

## Film
In dem US-amerikanischen Spielfilm Königreich der Himmel (2005) von Ridley Scott wurde die stark fiktionalisierte Rolle des Imad ad-Din al-Isfahani vom Schauspieler Alexander Siddig verkörpert.